# Plön
La localidad de Plön (pronunciación en alemán: /pløːn/ⓘ) se encuentra en el Distrito de Plön, en el estado federado de Schleswig-Holstein, Alemania. Se encuentra situada en la ribera de un gran lago al que da nombre. En 2010 la ciudad tenía una población de 12.845 habitantes.

## Personalidades
- Georg Michael Telemann (1748-1831), compositor eclesiástico
- Friedrich Carl Gröger (1766-1838), retratista y litógrafo
- Rochus von Liliencron (1820-1912), germanista, historiador de la música, editor de la Allgemeine Deutsche Biographie
- Karl Christian Bruhns (1830-1881), astrónomo
- Karl von Graffen (1893-1964), teniente en la Segunda Guerra Mundial
- Karl Mauss (1898-1959), militar
- Lauritz Lauritzen (1910-1980), político (SPD)

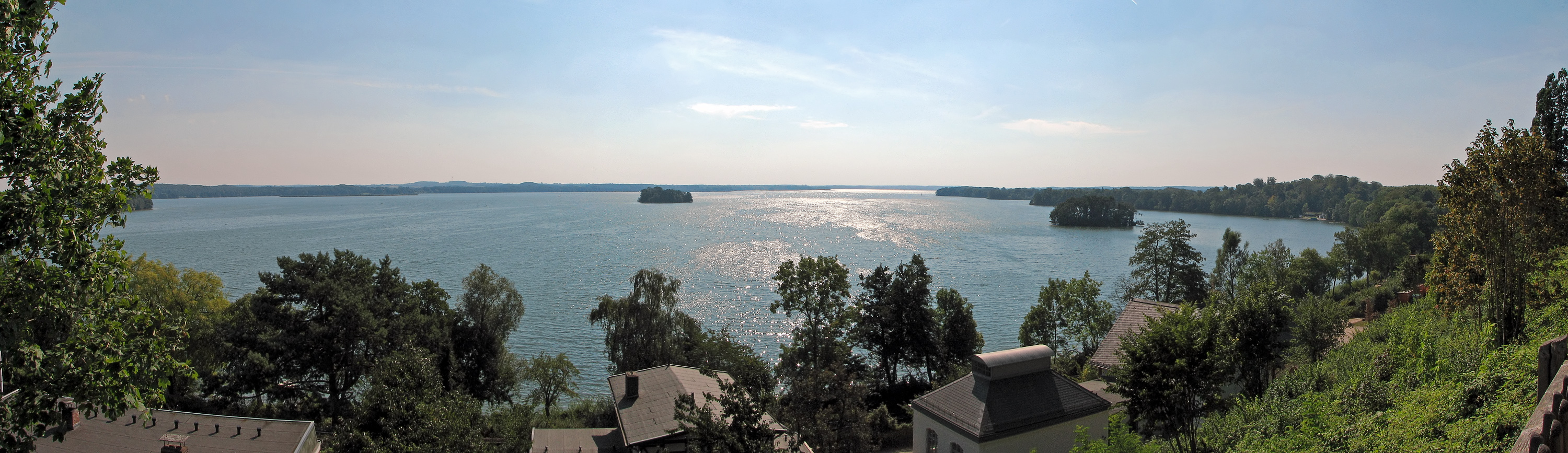
Panorama del Gran Lago de Plön en dirección sur. Con cielo claro es posible avistar el castillo de Nehmten.